# Urmeler Graben
Der Urmeler Graben ist ein rechter Zufluss des Zweibaches bei Neumagen-Dhron, Rheinland-Pfalz.
Er hat eine Länge von etwa 1,3 Kilometern.
Der Urmeler Graben entspringt auf der Gemarkung Klüsserath auf etwa 260 Meter über NN, 
nimmt den von links zufließenden Thälster Graben (Länge etwa 1 Kilometer) auf und mündet gegenüber von Neumagen in den Zweibach.
Zwischen dem Urmeler Graben und dem Thälster Graben befindet sich das ehemalige Bergbaugebiet Vor Urmel.